# København Syd (métro de Copenhague)
København Syd est une station de la ligne 4 du métro de Copenhague située sur la commune de Copenhague. Elle constitue le terminus sud de la ligne 4.

## Situation
København Syd est desservie par la ligne 4 du métro de Copenhague. Cette station souterraine se trouve après Mozarts Plads et constitue le terminus sud de la ligne.

## Histoire
La station København Syd a ouvert au public le 22 juin 2024 à l'occasion de la mise en service du prolongement sud de la ligne 4 du métro de Copenhague.

## Services aux voyageurs

### Quais
La station dispose d'un quai central séparé des voies par des portes palières à ouverture automatique.
Comme les autres stations du prolongement sud de la ligne 4 mis en service en 2024, l'aménagement et le design de la station ont été réalisés en collaboration avec un artiste.

Pour la station København Syd, l'artiste danois Henrik Plenge Jakobsen a installé un cadran astronomique monumental près des escaliers mécaniques, indiquant la position actuelle des principaux astres du système solaire, créant ainsi un lien direct entre les passagers et l'espace. Les parois de la sont entièrement revêtues de grandes tuiles en terre cuite, teintées dans un dégradé de sept couleurs allant du bleu foncé au bleu ciel, offrant une sensation de ciel nocturne. Le quotidien du voyage devient ainsi une immersion dans un voyage cosmique. L'œuvre est intitulée Stella Nova.

Œuvre d'art dans la station København Syd
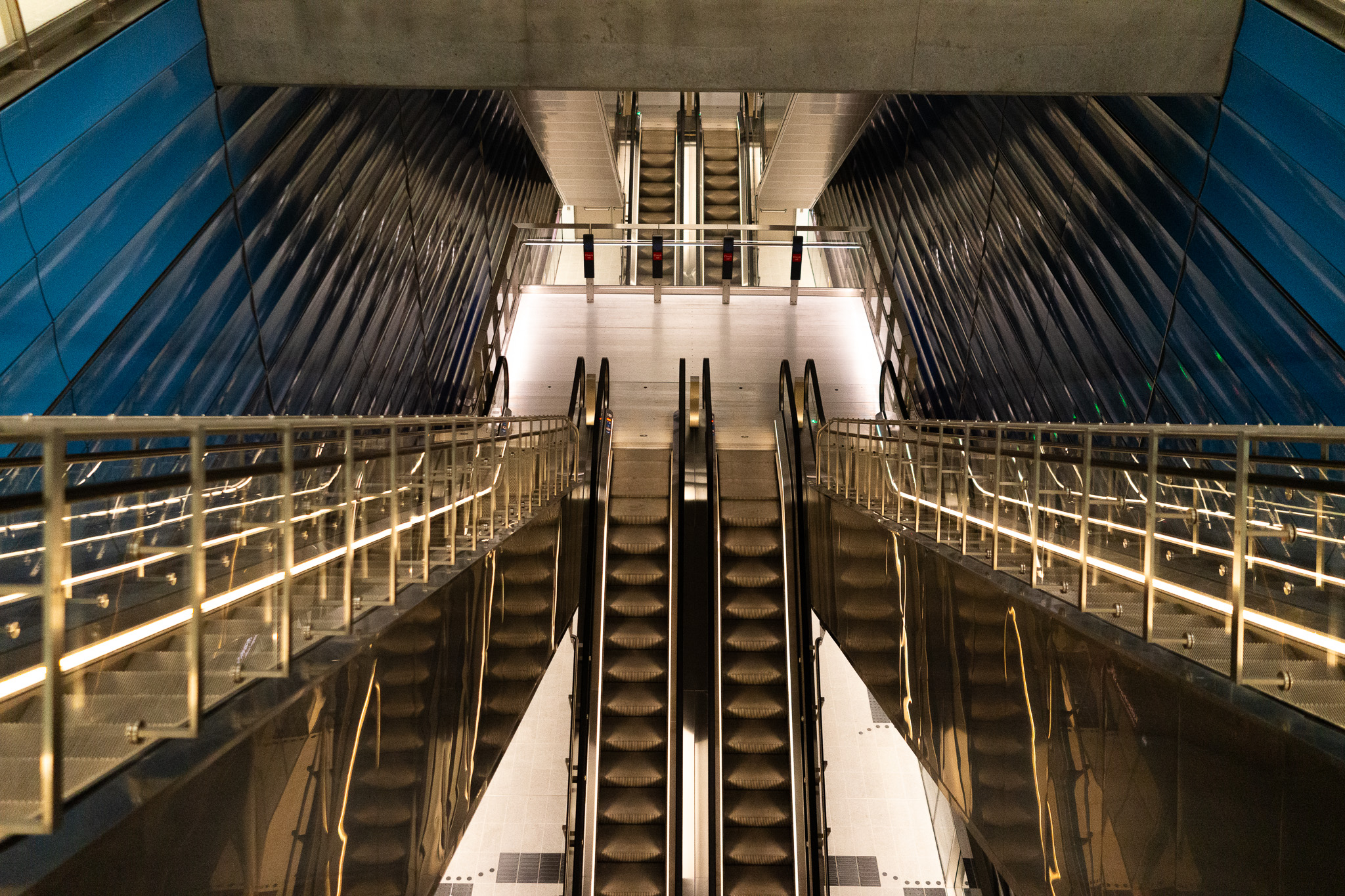
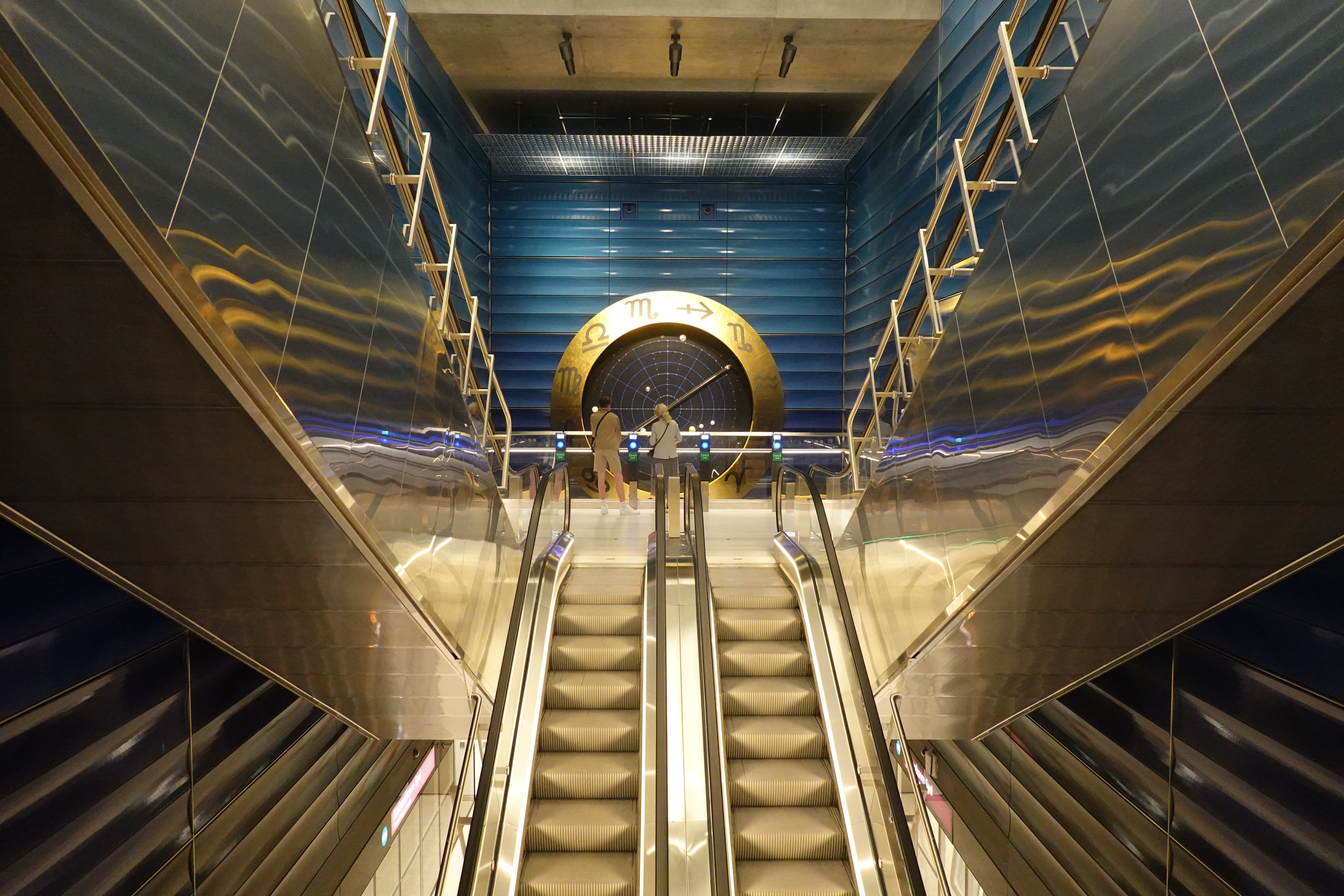
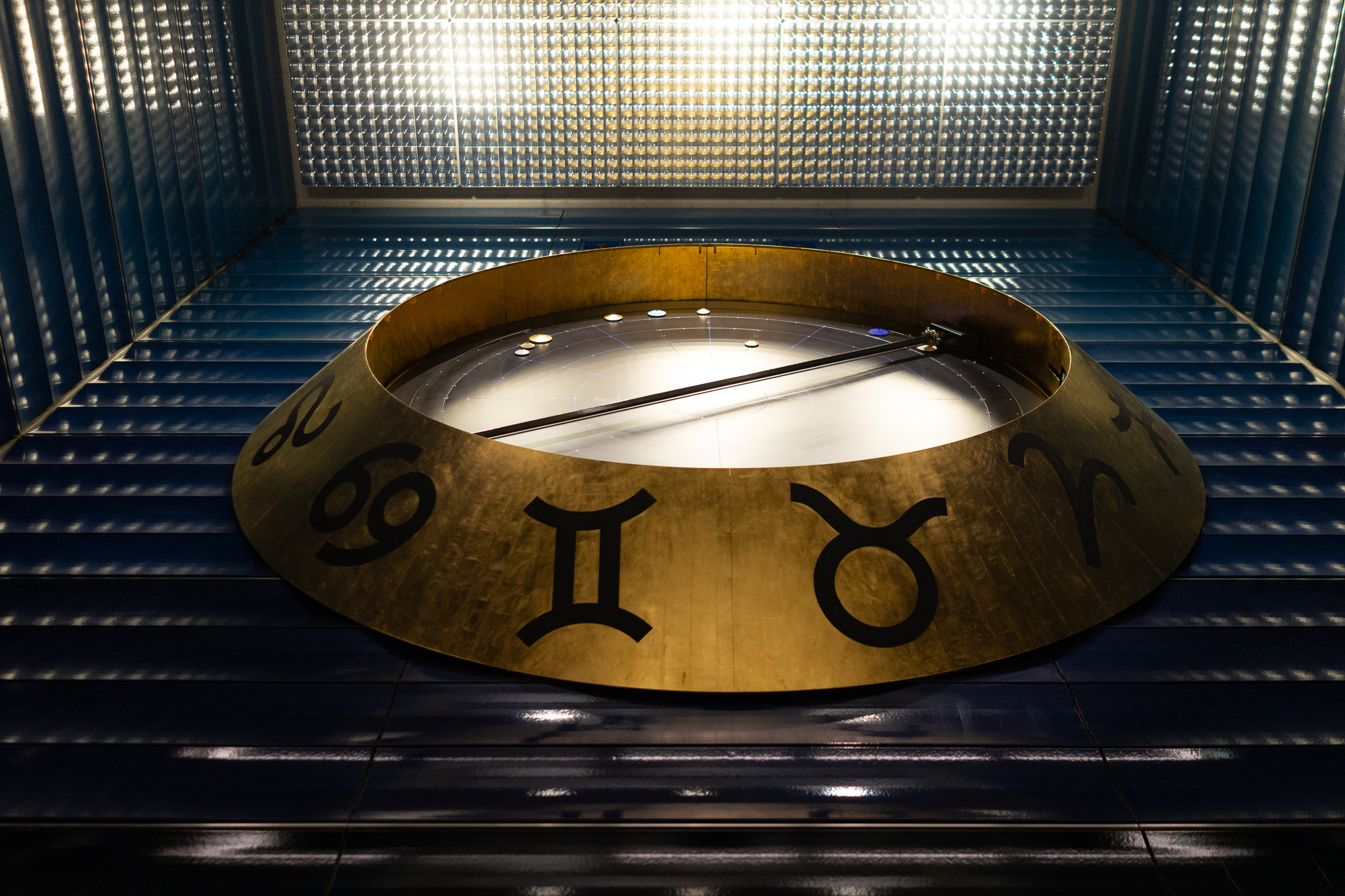

### Intermodalité
La station København Syd est en correspondance avec la gare de København Syd, desservie par des lignes régionales et nationales, ainsi que par les lignes A, E et F du réseau S-tog. La correspondance se fait par l'extérieur.

## À proximité
- Quartier de Ny Ellebjerg
- Quartier de Valby
- Valby Idrætspark